# Familie (biologie)
In de biologie is een familie, Latijn: familia, een van de belangrijkste taxonomische rangen, na soort en geslacht. Een familie omvat een of meer geslachten die elk een of meer soorten bevatten. Een familie kan dus één soort bevatten, zoals Ginkgoaceae met als enige recente soort Ginkgo biloba, de Japanse notenboom, maar kan ook een groot aantal soorten omvatten.
Bij namen die onder de botanische nomenclatuur vallen wordt, op enkele uitzonderingen na, de naam van een familie gevormd door achter de stam van het geslacht de uitgang -aceae te plaatsen, bijvoorbeeld Asteraceae van Aster plus -aceae. De Asteraceae zijn de composietenfamilie. Bij namen die onder de zoölogische nomenclatuur vallen is de uitgang -idae, bijvoorbeeld Carabidae van Carabus plus -idae. De Carabidae zijn de loopkevers.